# Slezské Pavlovice
Slezské Pavlovice är en ort i Tjeckien. Den ligger i den östra delen av landet, 230 km öster om huvudstaden Prag. Slezské Pavlovice ligger 227 meter över havet och antalet invånare är 176.
Terrängen runt Slezské Pavlovice är platt.Runt Slezské Pavlovice är det ganska tätbefolkat, med 70 invånare per kvadratkilometer. Närmaste större samhälle är Město Albrechtice, 18,9 km sydväst om Slezské Pavlovice. Trakten runt Slezské Pavlovice består till största delen av jordbruksmark.